# Vitali Makarov (acteur)
Vitali Makarov est un acteur russe, né le 25 janvier 1968 à Novocheboksarsk. Il vit au Québec depuis 1994.

## Biographie
Vitali Makarov est né en Russie dans la petite ville de Novocheboksarsk et a grandi à Voronej, durant l’ère soviétique. Il a servi quatre ans comme soldat dans l’Armée rouge avant d’étudier l'art dramatique à l’école du Théâtre d’art de Moscou fondée par Constantin Stanislavski. À sa langue maternelle s'ajoutent le français et l'anglais. Installé au Québec depuis les années 1990, sa carrière d'acteur se partage entre le Canada et les États-Unis. Le plus souvent il incarne des personnages au tempérament déterminé. 
Très actif dans le milieu du théâtre au Québec, il a participé à plus de 30 productions théâtrales à Montréal et en tournée. En 1997, il a reçu le Montreal’s Critics Award  pour la pièce Hamlet mise en scène par Alexandre Marine au théâtre La Licorne, dans laquelle il joue le rôle titre. Ce prix lui a permis de décrocher de nombreux engagements à la télévision et au cinéma. 
Vitali Makarov est cofondateur en 1995 de la compagnie Théâtre Deuxième Réalité, pour laquelle il a dirigé plusieurs spectacles basés sur la poésie russe. Il a aussi joué dans de nombreuses comédies musicales de Denise Filiatrault, telles que Un violon sur le toit ou Cabaret, une superproduction québécoise dans laquelle il tient le rôle du nazi Ernst Ludwig. En 1999, il joue dans le film Laura Cadieux... la suite de la même metteuse en scène.
En 2012, il interprète le rôle de Viktor, l’entraîneur de l’équipe des Drakkar de Moscou, dans le film Les Pee-Wee 3D : L'hiver qui a changé ma vie.  
En 2013, il joue un reporter russe dans White House Down réalisé par Roland Emmerich. En 2016, il joue aux côtés de James Franco dans la mini-série américaine 22.11.63.
Au théâtre en 2014, il tient le rôle de Victor Hugo dans Victor Hugo mon amour, une pièce mise en scène par Stéfan Perreault, basée sur la relation de cinquante ans entre l’écrivain et sa muse Juliette Drouet, période pendant laquelle les amants ont échangé 20 000 lettres d’amour.
Il prête sa voix en 2016 pour le jeu vidéo Watch Dogs 2.
En 2017, il participe à la série américaine Designated Survivor, mettant en vedette Kiefer Sutherland. Dans le film Siberia, il donne la réplique à Keanu Reeves. L'année suivante, il joue le personnage d'Oleg dans la comédie Menteur, d'Émile Gaudreault, nommé trois fois au Gala Québec Cinéma.
En 2020, il joue un mari jaloux dans le film Toutes les deux  de Noël Mitrani.

## Carrière

### Cinéma
- 1999 : Laura Cadieux... la suite
- 2002 : Rollerball de John McTiernan
- 2004 : Le Jour d'après (The Day after tomorrow)
- 2006 : The 4th Life : Buzz
- 2009 - Grande Ourse : La Clé des possibles de Patrice Sauvé
- 2012 : Les Pee-Wee 3D : L'hiver qui a changé ma vie d'Éric Tessier : Viktor Karpov, l'entraîneur russe
- 2013 : White House Down
- 2014 : Le Prodige (Pawn Sacrifice)
- 2017 : Mother!
- 2017 : junior majeur
- 2018 : Siberia de Matthew Ross
- 2019 : Menteur
- 2019 : Business Ethics
- 2021 : Toutes les deux
- 2023: Les Chambres Rouges

### Télévision
- 1999-2001 : Deux Frères : artiste russe
- 2003 : Le Petit Monde de Laura Cadieux : Sasha
- 2005 : Les Poupées russes : Ilia Lucik
- 2012 : O' : Andrei Hamidovic
- 2014 : Helix : Dr Dimitri Marin
- 2015 : Man Seeking Woman : Dr Orlof
- 2016 : The Art of More : Valentin
- 2016 : 22.11.63 : Anton
- 2016 - 2019 : Designated Survivor : Fierce Hijacker
- 2017 : The Beaverton (en) : Yvgeny Vzlomschchik
- 2018 : Léo : père de Petre
- 2024 : La Terre appelle Mathilde : père de Mathilde

### Théâtre
- Cabaret (2004) : Ernst Ludwig
- Un violon sur le toit (2009) : Fedka
- Un tramway nommé Désir (2009), Théâtre du Rideau vert : Pedro
- Victor Hugo, mon amour (2014), Théâtre Denise-Pelletier : Victor Hugo

## Prix et récompenses
- 1997 : Montreal’s Critics Award (prix de la Critique) : pour la pièce Hamlet au théâtre La Licorne : Hamlet